# Archidiocèse de Vitória
L’archidiocèse de Vitória (en latin : Archidioecesis Victoriensis Spiritus Sancti) est une circonscription ecclésiastique de l’Église catholique au Brésil.
Son siège se situe dans la ville de Vitória, capitale administrative de l’État d’Espírito Santo.

## Églises remarquables
Le siège de diocèse se trouve à la cathédrale Notre-Dame-de-la-Victoire (pt) de Vitória.
La Conférence nationale des évêques du Brésil reconnaît un sanctuaire national sur le territoire du diocèse, le sanctuaire Saint-José-de-Anchieta d’Anchieta, depuis 2015.

## Archevêques
- Luiz Mancilha Vilela, S.S.C.C. (2002-2018)
- Dario Campos, O.F.M. (2018-2024)
- Ângelo Ademir Mezzari (pt), R.C.I. (depuis 2024), précédemment évêque titulaire de Fiorentino (de)